# Bojonglongok
Bojonglongok is een bestuurslaag in het regentschap Sukabumi van de provincie West-Java, Indonesië. Bojonglongok telt 6682 inwoners (volkstelling 2010).